# Antocha (Antocha) dafla
Antocha (Antocha) dafla is een tweevleugelige uit de familie steltmuggen (Limoniidae). De soort komt voor in het Oriëntaals gebied.